# Рибник (Серадзький повіт)
Рибник (пол. Rybnik) — село в Польщі, у гміні Бжезньо Серадзького повіту Лодзинського воєводства.
Населення — 142 особи (2011).
У 1975-1998 роках село належало до Серадзького воєводства.

## Демографія
Демографічна структура станом на 31 березня 2011 року:
|          | Загалом | Допрацездатний вік | Працездатний вік | Постпрацездатний вік |
| -------- | ------- | ------------------ | ---------------- | -------------------- |
| Чоловіки | 71      | 20                 | 41               | 10                   |
| Жінки    | 71      | 13                 | 45               | 13                   |
| Разом    | 142     | 33                 | 86               | 23                   |